# 1567
Cette page concerne l'année 1567  du calendrier julien.
L'année 1567 est une année commune qui commence un mercredi.

## Événements
- 18-20 janvier[1], Brésil : les colons français de la baie de Guanabara et les Tamoios sont battus par les Portugais et leurs alliés indigènes à la bataille de Uruçu Mirim ; le gouverneur Estácio de Sá est mortellement blessé[2]. À la suite de la destruction de la colonie « France antarctique », les Portugais construisent une forteresse côtière pour empêcher d'éventuelles nouvelles incursions étrangères, et fondent la cité de Rio de Janeiro.
- 23 janvier: fin du règne de Ming Jiajing, empereur Ming de Chine.

4 février: début du règne de l'empereur Longqing.

- 4 février : début du règne de Longqing, empereur Ming de Chine (fin en 1572)[3].
- 25 juillet : Diego de Losada fonde Santiago León de Caracas, aujourd'hui Caracas au Venezuela[4].
- Juillet : fondation du Collège jésuite de Rio de Janeiro par Manuel da Nóbrega[1].

- 2 août, Bordeaux : le Gascon Dominique de Gourgues conduit en Floride une expédition punitive contre les Espagnols (fin en 1568). Il arme à ses frais trois petits bâtiments et embarque 180 hommes, en majorité huguenots. Il massacre la garnison espagnole de Floride (23 avril 1568) et rentre en France (3 mai 1568) qu’il atteint le 12 juin. Fêté à La Rochelle et à Bordeaux, il sera boudé par le roi, sous l’influence des Guise, et devra se cacher dans Paris jusqu’en 1573[5].

- Le nouveau manicongo Alvare Ier essaie de mettre fin aux troubles qui ensanglantent le Congo[6].
- Le négus Sarsa Dengel d'Éthiopie repousse provisoirement les Oromos vers le Harar[7].

- Géorgie : victoire de Simon de Karthli sur son frère Daud Khan, allié aux Séfévides, à la bataille de Dighomi[8].
- La Chine des Ming légalise le commerce entre les provinces méridionales du Fujian et du Guangdong et l'Asie du Sud-Est[9].

- Les Russes envoient deux agents en Chine, Pétrov et Yallichev[10].

### Europe
- 1er janvier, Grenade : publication de la pragmatique de Philippe II d'Espagne pour faire perdre aux Morisques leur identité culturelle. Elle déclenche la révolte des Morisques de las Alpujarras en 1568[11].
- 17 janvier : le chef de la révolte corse Sampiero Corso est tué dans une embuscade rendu par les frères d'Ornano et les Génois. Son fils Alphonse d'Ornano reprend la lutte pendant deux ans[12].

- 10 février, Écosse : Bothwell assassine Darnley époux de Marie Stuart, qui est retrouvé étranglé dans sa maison détruite par une explosion[13].
- 24 février[14] : synode calviniste à Debrecen en Hongrie qui réalise l’unité de l’église réformée hongroise contre les antitrinitariens ou sociniens de Transylvanie (le prince Jean Sigismond et la noblesse étant gagnés à leur cause)[15].
- Février : vingt-sept barques et navires venus des Flandres sont engloutis par la tempête devant Malaga[16].
- Février-mars : diète de Prague. Maximilien II abolit les Compacta de Bâle de 1433. La Bohême connaît une période de tolérance religieuse[17].

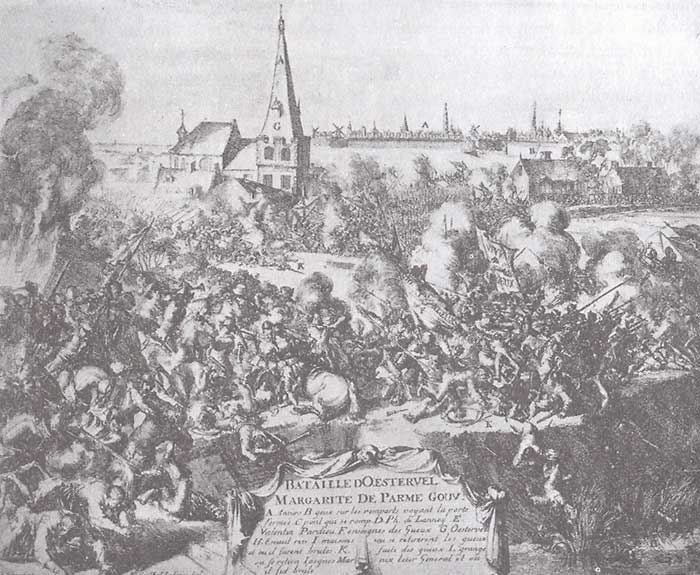
13 mars : bataille d'Oosterweel. Gravure de Frans Hogenberg. Bibliothèque royale de Belgique.

- 13 mars : Marguerite de Parme organise la résistance aux Pays-Bas contre la Révolte des gueux. Les troupes des consistoires sont battues au combat d'Oosterweel (Austruweel), près d'Anvers et leur chef Jean de Marnix trouve la mort[18].

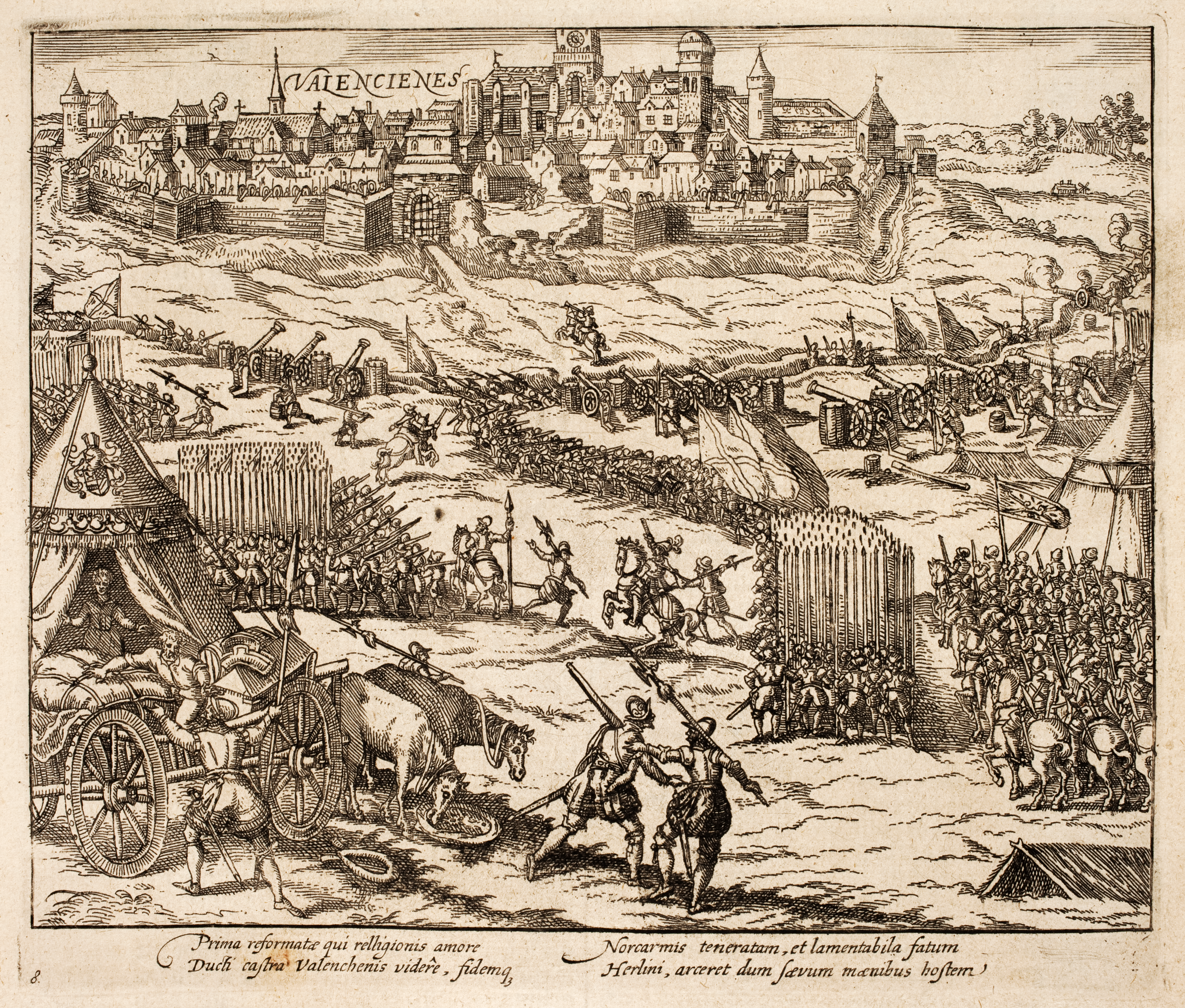
23 mars : prise de Valenciennes. Gravure de Frans Hogenberg.

- 20 - 23 mars : siège et prise de Valenciennes par Philippe de Noircarmes[19].

- 11 avril : Pie V proclame Thomas d'Aquin docteur de l'Église[20] et oblige les universités à enseigner sa théologie.
- 18 avril : exécution du chevalier Wilhelm von Grumbach (de), à la suite de la conjuration de Jean-Frédéric de Saxe, entraîné par le Grumbach. Maximilien II le fait assiéger dans Gotha (8 janvier-13 avril). Grumbach et le chancelier de Jean-Frédéric sont écartelés (18 avril). Jean-Frédéric est condamné à la prison à vie et enfermé au château de Wiener Neustadt (27 juin)[21].

- 15 mai, Écosse : Bothwell, acquitté, épouse Marie Stuart, provoquant le mécontentement de l’aristocratie protestante qui le contraint à s’enfuir au Danemark[13].
- 24 mai : Erik XIV de Suède exécute les descendants des Sture. La noblesse lui reproche de tenter d’établir l’absolutisme[22].

- 2 juin : en Irlande, le prince gaël Shane O'Neill est tué en tentant de retrouver son indépendance[23].
- 15 juin : Marie Stuart est battue à Carberry Hill par la noblesse écossaise révoltée[13].

- 24 juillet : Marie Stuart doit abdiquer à Édimbourg en faveur de son fils Jacques VI après sa défaite de Carberry Hill[13].
- 29 juillet : Jacques VI, né en 1566, devient roi d'Écosse (fin de règne en 1603), sous la régence de Moray, demi-frère de Marie Stuart (fin 1578)[24].

- 22 août : l'armée du duc d'Albe, nommé gouverneur militaire espagnol des Flandres, entre dans Bruxelles[25]. Venant d’Espagne, il débarque à Naples où il concentre les tercios de Naples, de Sicile et de Lombardie, puis se dirige vers le Nord par la Savoie et la Lorraine. Il gagne les Pays-Bas où il exerce une répression implacable (fin en 1573).
- 23 août : ratification du traité de Lausanne. Le duc de Savoie reprend aux Bernois le pays de Gex, le Chablais et le Genevois (Guerre de Gex)[26].

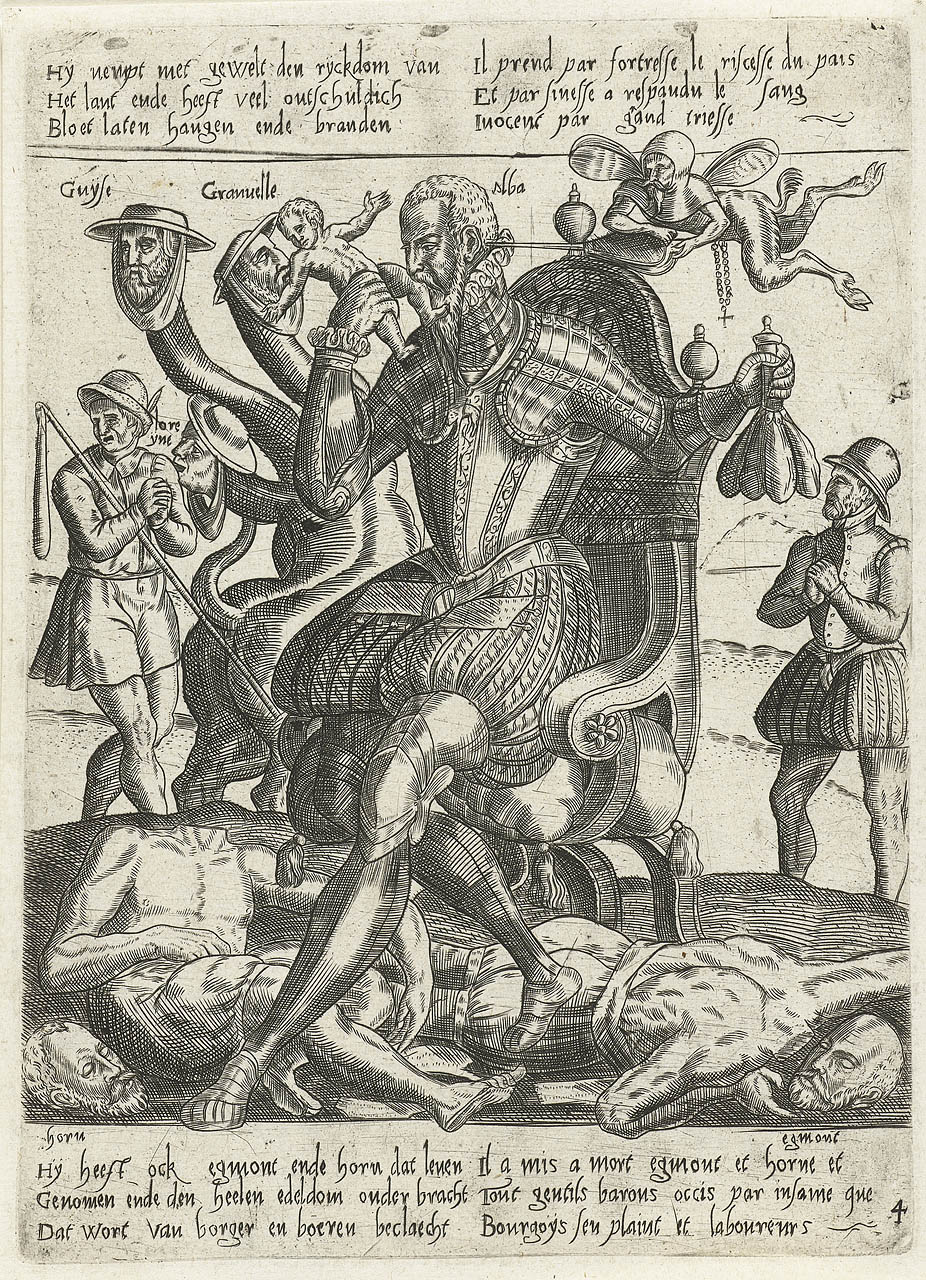
20 septembre : Conseil des troubles. Le duc d'Albe assassinant les habitants innocents du Pays, gravure anonyme tirée de la série Le gouvernement du duc d'Albe aux Pays-Bas et le résultat de sa tyrannie, 1572

- 9 septembre : le duc d'Albe fait arrêter lors d'un dîner Egmont et Hornes pour trahison (exécutés en 1568)[25].
- 20 septembre : un « Conseil des troubles » est établi dans les Pays-Bas espagnols[25] (conseil du sang : 1200 condamnations, 1000 exécutions) et un impôt de 1/10 frappe toutes les transactions. Les calvinistes s’enfuient et fondent à l’étranger les Églises du Refuge.
- 26-28 septembre : surprise de Meaux[27].
- 29 septembre : début de la deuxième guerre de Religion en France[28] ; Michelade à Nîmes.
- 30 septembre : Michelade de Nîmes. Massacre de catholiques, en réaction aux persécutions dont sont victimes les protestants[27].

- 1er octobre, querelle de la grâce : le pape Pie V condamne 76 propositions extraites de l’œuvre de Michel Baïus, professeur de théologie à Louvain, par la bulle Ex omnibus afflictionibus ; Baïus se soumet[29].
- 15 octobre : Simone Spinola devient doge de Gênes, succédant à Ottavio Gentile Oderico[30].

- 10 novembre : bataille de Saint-Denis[27].

- 30 décembre : Marguerite de Parme quitte les Pays-Bas pour l’Italie[31].

- Sac de Réthymnon par les corsaires barbaresques.

- Russie : construction de la forteresse de Tersk à l'embouchure du fleuve Terek dans le Caucase par Ivan le Terrible. Elle met en sûreté les premières conquêtes de l'Empire russe et menace le Khanat de Crimée aussi bien que l'Empire ottoman. Elle sera détruite en 1571 pour se concilier Sélim II[32].

- Année exceptionnellement chaude en Allemagne du Sud[33].

## Naissances en 1567
- 15 janvier : François d'Aguilon, prêtre jésuite, mathématicien, physicien, maître en optique et architecte brabançon d'origine espagnole († 20 mars 1617).
- 25 janvier : Marguerite d'Autriche, princesse de la maison des Habsbourg († 5 juillet 1633).
- 27 janvier : Anne-Marie de Hesse-Cassel, princesse de Hesse-Cassel († 21 novembre 1626).

- ? février : Honoré d'Urfé, écrivain français et savoisien († 1er juin 1625).
- 3 février : Anne-Marie de Brandebourg,  princesse de Brandebourg († 14 novembre 1618).
- 12 février :
  - Thomas Campian, médecin, poète et compositeur anglais († 1er mars 1620).
  - Charles-Emmanuel de Savoie-Nemours, duc de Genève et de Nemours († 13 août 1595).
- 23 février : Élisabeth de Brunswick-Wolfenbüttel, comtesse de Holstein-Schauenbourg, puis duchesse de Brunswick-Harbourg († 24 octobre 1618).
- 24 février : Heinrich Matthias von Thurn, un des principaux chefs de la révolte Bohémienne contre le règne de Ferdinand II de Habsbourg († 28 janvier 1640).
- 27 février : William Alabaster, poète, dramaturge et écrivain religieux anglais († 28 avril 1640).

- 1er mars :
  - Nicolas Bergier, archéologue et historien français († 18 août 1623).
  - Éléonore de Médicis, fait partie de la famille grand-ducale des Médicis († 9 septembre 1611).
- 13 mars : Jacob van Heemskerk, explorateur maritime et amiral hollandais († 25 avril 1607).
- 17 mars : Akizuki Tanenaga, samouraï et daimyo de la fin de la période Sengoku et du début de l'époque d'Edo († 19 juillet 1614).

- 10 avril : Jean-Louis Ier de Nassau, comte de Nassau-Wiesbaden et comte de Nassau-Idstein († 10 juin 1596).
- 17 avril : Théodore Peeters, érudit hollandais († 20 avril 1640).
- 26 avril : Nicolas Formé, compositeur français († 28 mai 1638).

- 2 mai : Sebald de Weert, navigateur néerlandais († 1603).
- 7 mai : Sanada Yukimura, guerrier japonais et général († 3 juin 1615).
- 9 mai : Jean-Georges Ier d'Anhalt-Dessau, prince d'Anhalt puis prince d'Anhalt-Dessau († 24 mai 1618).
- 13 mai :
  - Pier Antonio Bernabei, peintre italien baroque de l'école de Parme († 1630).
  - Jean de Médicis, commandant militaire, diplomate et architecte italien († 19 juillet 1621).
- 15 mai : Claudio Monteverdi, compositeur italien († 29 novembre 1643).

- 1er juillet : Charles de Lorraine, prince de la maison de Lorraine, cardinal, évêque de Metz, primat de Lorraine et évêque de Strasbourg († 24 novembre 1607).
- 22 juillet : Iwaki Tsunetaka, daimyō de l'époque Sengoku († 21 août 1590).
- 26 juillet : François Van der Burch, évêque de Gand, archevêque de Cambrai, prince du Saint-Empire, duc de Cambrai, comte du Cambrésis († 23 mai 1644).

- 15 août : Philippe III de Bade, prince de la maison de Bade, margrave de Bade-Rodemachern († 6 novembre 1620).
- 21 août : François de Sales, évêque de Genève, fondateur de l'Ordre de la Visitation, saint et docteur de l'Église catholique († 28 décembre 1622).
- 22 août : Chrétien de Lamoignon, magistrat au parlement de Paris († 18 janvier 1636).

- 2 septembre : György Thurzó, militaire hongrois de la maison Thurzó  († 24 décembre 1616).
- 5 septembre : Date Masamune, daimyo japonais de la région de Tōhoku († 27 juin 1636).
- 14 septembre : Gaspard du Laurens, abbé de Sénanque, puis de Saint-Pierre de Vienne et archevêque d'Arles († 12 juillet 1630).
- 17 septembre : Edward Sutton, (5e baron Dudley), important propriétaire terrien anglais († 23 juin 1643).
- 24 septembre : Martin Fréminet, peintre français († 18 juin 1619).

- 10 octobre : Catherine-Michelle d'Autriche, deuxième fille de Philippe II d'Espagne et d’Élisabeth de France († 6 novembre 1597).

- 7 novembre : Marguerite Farnèse, noble italienne membre de la Maison Farnèse et par mariage princesse héréditaire de Mantoue († 13 avril 1643).
- 14 novembre : Maurice de Nassau, stathouder général des Provinces-Unies († 23 avril 1625).
- 16 novembre : Anne de Saxe, noble allemande, membre de la Maison de Wettin (branche Albertine) et par mariage duchesse de Saxe-Cobourg-Eisenac († 27 janvier 1613).
- 21 novembre : Anne de Xainctonge, religieuse catholique française († 8 juin 1621).
- ? novembre : Thomas Nashe, pamphlétaire, poète et satiriste anglais († 1601).

- 11 décembre :
  - Philipp Christoph von Sötern, évêque de Spire et archevêque, prince-électeur de Trèves († 7 février 1652).
  - Takeda Nobukatsu, daimyo du clan Takeda à la fin de l'époque Sengoku († 3 avril 1582).
- 15 décembre :
  - Christoph Demantius, compositeur, théoricien de la musique, écrivain et poète allemand († 20 avril 1643).
  - Guillaume Marescot, magistrat et diplomate français († 9 août 1643).
- 18 décembre :
  - Cornélius a Lapide, prêtre jésuite, théologien et bibliste belge († 12 mars 1637).
  - Tachibana Muneshige, samouraï de la fin de la période Azuchi Momoyama et daimyo du début de l'époque d'Edo († 15 novembre 1643).
- 21 décembre : Jean Gaspard de Stadion, comte de Weikersheim, seigneur de Freudenthal et d’Eulenburg, grand maître de l'ordre Teutonique, président du Conseil aulique et Conseiller privé de l'empereur Ferdinand II († 21 novembre 1641).

- Date précise inconnue :
  - Giovanni Francesco Anerio, compositeur italien († 11 juin 1630).
  - Jérôme de Angelis, prêtre jésuite italien († 4 décembre 1623).
  - Arima Harunobu, samouraï japonais († 5 juin 1612).
  - Ban Naoyuki, samouraï japonais de la fin de l'époque Sengoku et du début de l'époque d'Edo († 26 mai 1615).
  - Pierre de Besse, prêtre français († 11 novembre 1639).
  - Pierre Biard, prêtre jésuite français († 17 novembre 1622).
  - Adriaen Block, navigateur et trafiquant de fourrures néerlandais († 27 avril 1627).
  - Jean Brioché, montreur de marionnettes († 25 septembre 1671).
  - Abraham Bzowski, dominicain et historien polonais († 31 janvier 1637).
  - Bonifazio Caetani, cardinal italien († 24 juin 1617).
  - Chōsokabe Chikakazu, samouraï de la période Azuchi-Momoyama († 1587).
  - Jacques Clément, frère lai dominicain français († 1er août 1589).
  - Fabio Colonna, botaniste italien († 25 juillet 1640).
  - Nicolas Cordier, sculpteur né dans le duché de Lorraine († 29 novembre 1612).
  - Robert Drury, prêtre catholique anglais († 26 février 1607).
  - Thomas Fienus, professeur de médecine de l'université de Louvain († 15 mars 1631).
  - Edmond Gennings, prêtre et martyr anglais († 10 décembre 1591).
  - Giacomo Mascardi, imprimeur-libraire et éditeur italien († 8 décembre 1634).
  - Giulio Genoino, juriste et homme politique italien († janvier 1648).
  - Paul Gore, 1er baronnet, homme politique, soldat et baronnet anglo-irlandais († septembre 1629).
  - Jehan Grisel, poète français († 1622).
  - Lê Thế Tông, empereur du Đại Việt (ancêtre du Viêt Nam) de la dynastie Lê († 1599).
  - Giovanni Giacomo Pandolfi, peintre italien († 1636).
  - John Parkinson, botaniste anglais († 6 août 1650).
  - Pieter Cornelisz van Rijck, peintre néerlandais († 1637).
  - Pierre de Rohan-Guéméné, prince de Guéméné, baron de Mortiercrolles († 1622).
  - Rostom Khan, homme politique et militaire persan et géorgien, roi de Karthli et de Kakhétie († 16 novembre 1658).
  - Francesco Sacrati, cardinal italien († 6 septembre 1623).
  - Sanada Yukimura, samouraï et stratège japonais († 3 juin 1615).
  - Lucio Sanseverino, cardinal italien († 25 décembre 1623).
  - Desiderio Scaglia, cardinal italien († 31 août 1639).
  - Thomas Scrope, 10e baron Scrope de Bolton († 2 septembre 1609).
  - François Sweerts, historien et épigraphiste belge († 1629).
  - Torii Tadamasa, premier daimyō du domaine d'Iwakidaira dans la province de Mutsu au Japon († 2 octobre 1628).
  - Willem Usselincx, marchand flamand, fondateur de la Compagnie des Indes occidentales néerlandaise († 1647).
  - Nicolas Vauquelin Des Yveteaux, poète libertin français († 9 mars 1649).
  - Paul Vredeman de Vries, peintre et dessinateur allemand († 1617).
  - Marcin Wadowita, prêtre, théologien, professeur et chancelier de l'université de Cracovie († 27 janvier 1641).

- Vers 1567 :
  - Antoine de Succa, militaire, dessinateur et peintre flamand († 7 septembre 1620).
  - François Grout du Closneuf, navigateur et explorateur français († vers 1602).

## Décès en 1567

Portrait assis l'empereur Jiajing.

- 8 janvier : Jacobus Vaet, compositeur franco-flamand (° vers 1529).
- 23 janvier : Ming Jiajing, onzième empereur de la dynastie Ming (° 16 septembre 1507).

- 3 février : Ibn Hajar al-Haytami, pilier de l'école shâfi'ite et théologien Ash'arite (° 1504)[34].
- 9 février ou 10 février : Henry Stuart dit Lord Darnley, duc d'Albany et roi consort d'Écosse, deuxième époux de sa cousine Marie Ire d'Écosse, reine d'Écosse (° 7 décembre 1545).
- 20 février : Estácio de Sá, militaire portugais, fondateur de la ville de Rio de Janeiro (° 1520).

- 18 mars : Francesco Robortello, philologue et humaniste italien (° 1516).
- 31 mars : Philippe Ier de Hesse, un des principaux chefs protestants de la ligue de Smalkalde (° 13 novembre 1504).

- 2 avril : Ernest III de Brunswick-Grubenhagen, prince de la Brunswick-Grubenhagen (° 17 décembre 1518).
- 4 avril : Imbert de La Plâtière, maréchal de France[35] (° 1524).
- Avant le 11 avril : Ligier Richier, sculpteur français né à Saint-Mihiel, converti au protestantisme, décédé à Genève où il s'est réfugié (° 1500)[36].
- 19 avril : Michael Stifel, moine et mathématicien allemand (né en 1486 ou 1487).

- 15 mai : Jean de Bautista de Tolède, architecte espagnol (° 1515).
- 31 mai : Guy de Brès, pasteur et théologien wallon, réformateur des Pays-Bas (° 1522).

- 12 juin : Richard Rich, 1er baron Rich, homme politique anglais (° v. 1496).

- 3 août : Myeongjong, treizième roi de la Corée en période Joseon (° 3 juillet 1534).
- 17 septembre : Pier Francesco Foschi, peintre maniériste italien (° 2 novembre 1502)[37].
- 1er octobre : Pietro Carnesecchi, homme politique, humaniste italien de la Renaissance et martyr de la Réforme (° 24 décembre 1508).

- 11 novembre : Claude de L'Aubespine, homme d'État et diplomate français (° 1er mai 1510).
- 12 novembre : Anne de Montmorency, connétable de France, mortellement blessé lors de la bataille de Saint-Denis (° 1492).
- 19 novembre : Takeda Yoshinobu, daimyo de l'époque Sengoku (° 1538).

- 13 décembre : Guyonne de Rieux, noble française (° 1524).
- Décembre : Luis de Vargas, peintre espagnol (° 1502)[38].

- Date précise inconnue :
  - Nicolas Dangu, ecclésiastique français (° 1526).
  - Nicolas d'Estouteville, fils naturel reconnu du roi de France François Ier et de Louise Mistresson de La Rieux (° 1545).
  - Antoine Héroët, poète français[39] (° vers 1492).
  - Antoinette de Loynes, humaniste, salonnière et poète française (° 1505).
  - Charles Perrenot de Granvelle, prêtre de l'église catholique romaine et abbé commendataire de l'abbaye Notre-Dame de Faverney (° 9 janvier 1531).
  - Domenico Riccio, peintre maniériste italien (° 1516).
  - Jakob Seisenegger, peintre autrichien (° 1505).
  - Lambert Zutman dit Suavius, architecte, peintre, graveur, imprimeur et poète (° 1510).
  - Cornelis van Cleve, peintre flamand (° 1520).
  - Marinus van Reymerswaele, peintre flamand (° v. 1490)[40].
  - Lambert Zutman, architecte, peintre, graveur, imprimeur et poète né à Liège (° 1510).